# Демонічні іграшки
«Демонічні іграшки» (англ. Demonic Toys) — американський комедійний фільм жахів 1992 року режисера Пітера Манугіана, спродюсований «Full Moon Entertainment» Чарльза Бенда.

## Синопсис
Вагітна поліцейська, її напарник і невинний хлопчик-кур'єр опиняються в пастці на складі іграшок з привидами.

## У ролях
| Актор           | Роль        |
| --------------- | ----------- |
| Трейсі Скоггінс | Джудіт Грей |
| Бентлі Мітчам   | Марк Вейн   |
| Деніел Черні    | «Малий»     |
| Майкл Руссо     | Лінкольн    |

## Відгуки
Критики щодо Demonic Toys були переважно негативними. Телегід присудив фільму одну з чотирьох можливих зірок. Golden Movie Retriever від VideoHound поставив фільму півтори бали з чотирьох можливих, відмітивши «Скупість сценарію». Дж. Р. Макнамара з Digital Retribution критикував слабкий сценарій фільму та погану акторську гру.